# خودروی چهارچرخ محرک

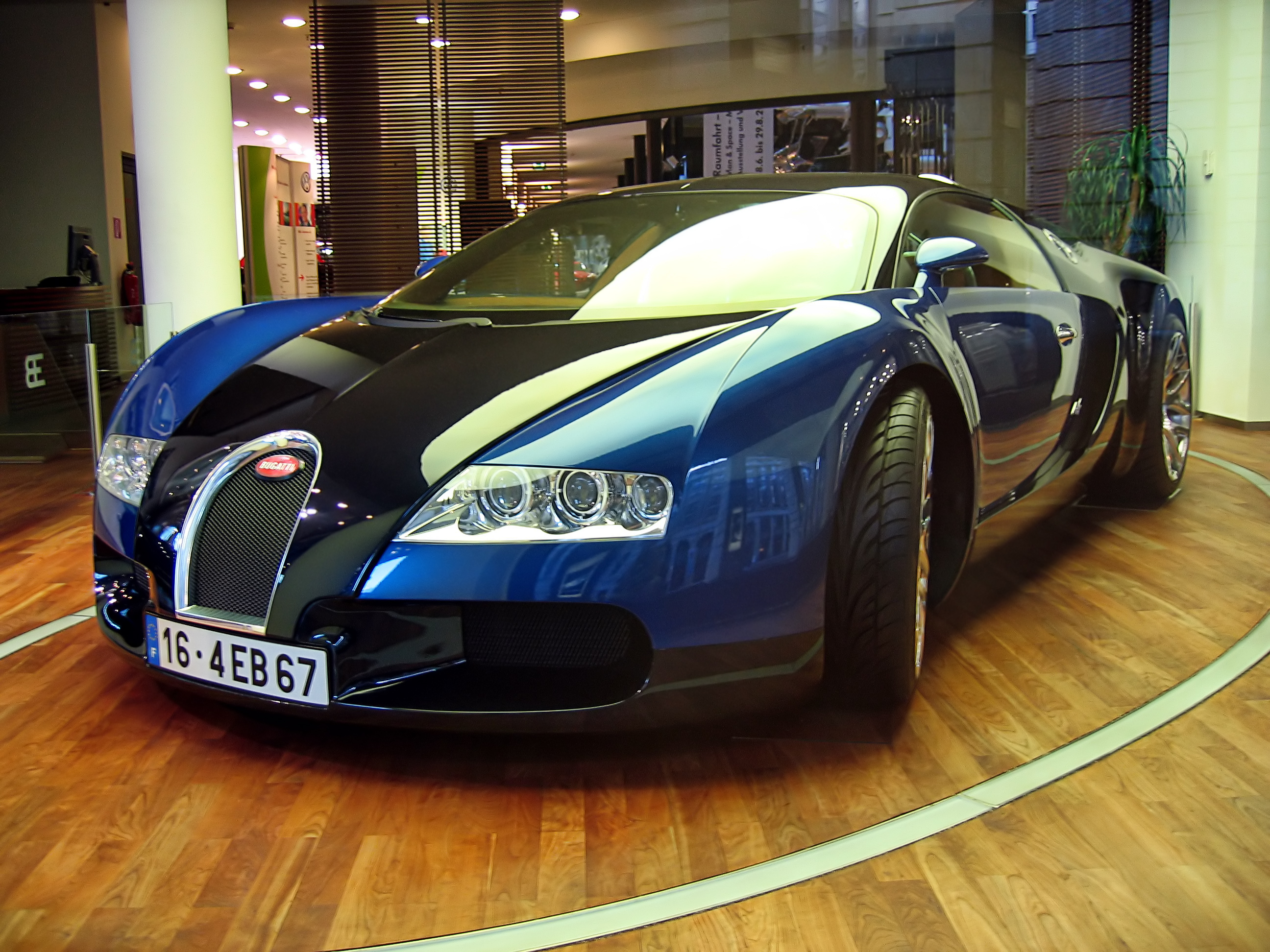
بوگاتی ویرون

سامانه چهارچرخ محرِک یا تمام چرخ (4x4) خودرویی است که قابلیت گشتاوری نیروی محرکه تولید شده موتور را به بر روی چهار چرخ به صورت همزمان دارد. بنا بر عقیده بسیاری از مردم این نوع خودرو خودروی بیابانگرد است. همچنین این نوع خودرو نقش مهمی در بازی‌های رالی دارد. اینگونه خودروها کنترل بهتری در حرکات نمایشی و سر پیچ‌ها دارند. همچنین نیرو بیشتری به زمین وارد می‌کنند در نتیجه ازشتاب بیشتری برخوردارند. برای مثال از اینگونه خودروها، می‌توان به خودروهای امروزی اشاره کرد از جمله مدل‌های زیادی از سوبارو، لامبورگینی، فورد و غیره.

## انواع سامانه چهار چرخ محرِک (چ.چ. م)
سیستم 4WD مدت مدیدی است که ابداع شده و انواع متنوعی از آن به بازار آمده‌است که همه آنها با همین نام شناخته می‌شوند، اما در واقع موارد استفاده آنها متفاوت است.

### چ.چ. م نیمه-وقت
چهار چرخ محرک نیمه وقت ، سیستمی است که در آن، فقط می‌توان برای مدتی معین از چهار چرخ محرک استفاده کرد. این نوع سیستم 4WD برای ایجاد قدرت کشش بیشتر در وسائل نقلیه برای حمل بارهای سنگین‌تر یا حرکت در شرایط نامساعد جاده‌ای ساخته شده‌است. از این سیستم، فقط می‌توان در شرایط نامساعد جاده‌ای و نه در جاده‌های مسطح و خشک بهره‌برداری کرد، لذا واضح است که این سیستم برای انجام کارهای سخت و سنگین ساخته شده‌است. در جاده‌های هموار، می‌توان وسیله نقلیه را در حالت 4WD قرار داد.
حالات قرار گرفتن دنده عبارتند از: 4WD Hi, 2WD و 4WD LO. این سیستم برای استفاده در مکان‌های بدون جاده عالی است و هنگامی که همزمان با قفل دیفرانسیل به‌کار گرفته شود، بیشترین کارایی را خواهد داشت.  قفل دیفرانسیل در این سیستم ها از لغزش یک چرخ در صورت وجود کشش چرخ دیگر جلوگیری می کند. (جیب ویلیز ۱۹۴۲).

### چ.چ. م-تمام وقت
از سیستم چهارچرخ محرک تمام وقت، می‌توان همیشه و در تمامی مسیرها از جمله آسفالته استفاده کرد. این سیستم 4WD برای ایجاد قدرت کشش بیشتر در وسیله نقلیه و کارآمدتر کردن 4WD برای استفاده روزمره ساخته شده‌است. به این سیستم، 4WD دائم نیز می‌گویند.
استقرار دیفرانسیل اضافی در مجموعه انتقال قدرت وسیله نقلیه، امکان بهره‌برداری دائمی از 4WD را فراهم می‌سازد. در این سیستم، حالت 2WD وجود ندارد. با وجود این سیستم، شما اسبی قدرتمند در اختیار خواهید داشت. مزیت استفاده از Full Time 4WD در جاده‌های نامساعد، استحکام بیشتر در حرکت به عنوان یک نکته ایمنی در رانندگی روزانه است.
انواع حالت‌های قرار گرفتن دنده در این سیستم، عبارتند از: 4WD Hi و 4WD LO. این سیستم در خارج از جاده و در صورت قابلیت قفل شدن بسیار خوب عمل می‌کند، اما همزمان با قفل محور دیفرانسیل، بهترین عملکرد را دارد (رنجرور ۱۹۶۹).

### چ.چ. م تمام-وقت متقارن
این سیستم مشابه 4WD دائمی است، با این تفاوت که فاقد گشتاور سرعت کم یا در واقع الگوی مسافت کوتاه است. از این سیستم، همواره و در تمامی جاده‌ها از جمله آسفالته می‌توان استفاده کرد. این سیستم، یکی از مظاهر ایمنی در وسائط نقلیه امروزی است، اما گرچه برای کار سنگین طراحی نشده، باعث ایمن‌تر و دلپذیرتر شدن وسیله نقلیه می‌شود. این سیستم در رقابت برای حرکت در جاده‌های ناهموار، تقریباً بازنده است زیرا تأکید بیشتر بر استحکام و عملکرد آن بوده و بهتر است که در خارج از جاده، کمتر مورد استفاده قرار گیرد (آئودی کواترو ۱۹۸۰ و اکثر خودروهای سوبارو؛ و بنز c200).

### چ.چ. م خودکار غیرمتقارن
سیستم اتوماتیک متقارن AWD، ابتدا فقط به عنوان سیستمی مستحکم و قدرتمند ساخته شده بود. از این سیستم می‌توان به‌طور مداوم در تمامی سطوح از جمله مسیرهای آسفالته استفاده کرد. سیستم AWD به‌طور دائمی عمل نمی‌کند بلکه فقط هنگامی به کار می‌افتد که شرایط تعادل وسیله نقلیه از بین برود. اساساً خودروهای دارای این سیستم، خودروهایی با دیفرانسیل 2WD و فاقد قابلیت‌های حرکت در جاده‌های نامساعد هستند. واضح است که این سیستم تنها برای افزایش ایمنی، استحکام و تعادل در حرکت ساخته شده و استفاده از آن در مسیرهای خارج از جاده و جاده‌های ناهموار، توصیه نمی‌شود (ولوو ۱۹۹۶)
گفتنی است که امروزه بسیاری از وسائط نقلیه، ترکیبی از انواع سیستم‌های 4WD را مورد استفاده قرار می‌دهند.